# Thomas Lawrence

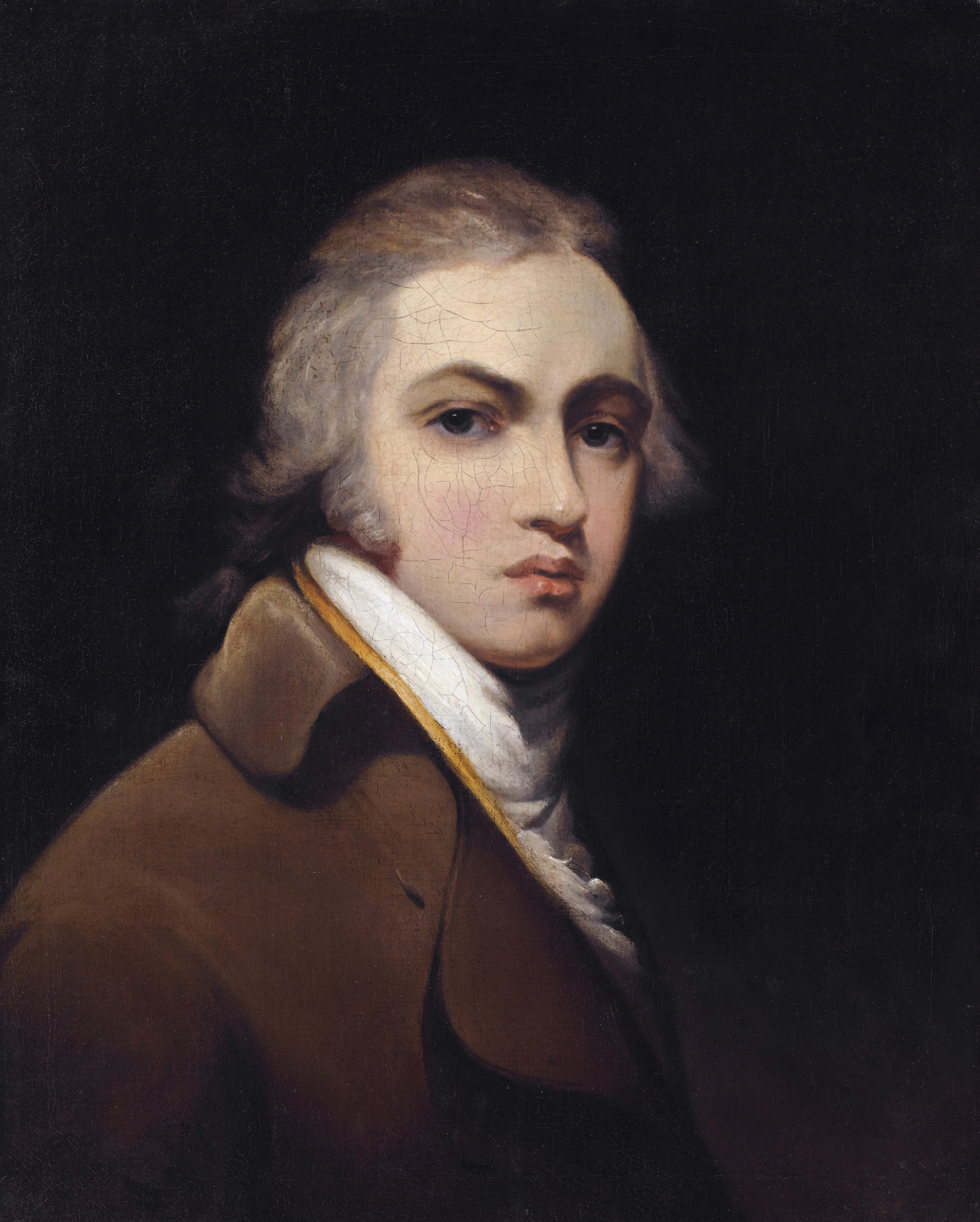
Thomas Lawrence, självporträtt.

Thomas Lawrence, född 13 april 1769 i Bristol, död 7 januari 1830 i London, var en brittisk konstnär, i huvudsak av porträtt.
Lawrence genomgick en ständigt stigande och alltmer framgångsrik konstnärsbana, blev hovmålare, preses för Royal Academy i London, anslöt sig till Joshua Reynolds och ärvde hans kundkrets. Han inbjöds även till kontinenten, bland annat Wien och Paris och målade samtidens främsta personligheter som Wellington, Metternich och Blücher med flera.